# 奈斯山脈
60°44′S 45°39′W / 60.733°S 45.650°W
奈斯山脈（英語：Gneiss Hills）是南極洲的山脈，座標60°44′S 45°39′W / 60.733°S 45.650°W，位於南奧克尼群島的西格尼島南部，處於麥克里奧德冰川西部，英國探險隊在1947年測量該山脈，現時由南極條約體系管理。